# Tapacul de Diamantina
El tapacul de Diamantina (Scytalopus diamantinensis) és una espècie d'ocell de la família dels rinocríptids (Rhinocryptidae).

## Hàbitat i distribució
Habita el sotabosc de boscos madurs i vegetació secundària a la Chapada Diamantina, al centre de l'Estat de Bahia, al Brasil oriental.